# كارل آموس
كارل آموس (30 مارس 1973 في المملكة المتحدة - ) (بالإنجليزية: Carl Amos)‏ هو لاعب كريكت بريطاني. لعب مع Norfolk County Cricket Club ‏.

## وصلات خارجية
- كارل آموس على موقع إي آس بي آن كريك إنفو (الإنجليزية)